# وليم كيورتن
وليم كيورتن (بالإنجليزية: William Cureton)‏ ( 1223 - 1281 هـ / 1808 - 1864 م ) هو مستشرق إنكليزي، بروتستانتي المذهب.

## آثاره
في ميدان الدراسات العربية، حقق ونشر
- «الملل والنحل» للشهرستاني، (لندن 1842 ـ 1846، في جزئين).
- «عمدة عقيدة أهل السنة والجماعة» لأبي البركات حافظ الدين النسفي (لندن 1843).

وفي ميدان الدراسات السريانية
- نشر الترجمة السريانية القديمة لرسائل أغناطيوس إلى پوليكارپ، و «الرسائل إلى أهل أفسوس وإلى أهل روما» (لندن، 1845).
- نشر الترجمة السريانية: لـ «رسائل الأعياد» لأثناسيوس، مع مقدمة (لندن، 1849).
- نشر الترجمة السريانية لرسالة مارا بن سرافيون.
- نشر الجزء الثالث من تاريخ الكنيسة تأليف يوحنا الأفسوسي (اكسفورد، 1853).[4]